# 파브리스 은사칼라
파브리스 은사칼라 마예를레(프랑스어: Fabrice Nsakala Mayélé, 1990년 7월 21일 ~ )는 스위스 클럽 뇌샤텔 크사막스에서 뛰고 있는 프랑스 태생 콩고 민주 공화국의 축구 선수이다. 그는 미드필더로 활약하고 있지만, 레프트백이나 센터백으로도 활약할 수 있다. 그는 전 프랑스 청소년 국가대표로 17세 이하, 18세 이하, 21세 이하의 연령대를 대표했다.

## 구단 경력

### 트루아
프랑스 센생드니주 르블랑메닐에서 태어난 은사칼라는 AS 봉디에서 축구 선수 생활을 시작했다. 그는 파리 교외 지역을 떠나 아우베에 있는 트루아에 입단하기 전까지 클럽의 유소년팀에서 4년을 보냈다. 클럽 아카데미에서 우수한 성적을 거두며 유소년 국가대표로 활약한 은사칼라는 루도비치 바텔리 감독에 의해 성인팀으로 차출되었다. 그는 2008년 9월 9일, 앙제와의 쿠프 드 라 리그 경기에서 프로 데뷔 전을 치렀다. 은사칼라는 트루아와의 경기에서 교체 출전해 2-1 승리를 기록했다. 3일 후, 그는 클레르몽과의 경기에서 교체 출전해 리그 데뷔 전을 치렀다. 2008년 9월 19일, 은사칼라는 1-0으로 패한 랑스와의 경기에서 62분을 뛰며 첫 프로 데뷔 전을 치렀다. 그는 종종 교체 선수 역할로 남은 시즌 동안 1군에 고정으로 남아있었다. 2009년 3월 7일, 은사칼라는 2012년 6월까지 3년 계약에 동의하며 첫 프로 계약을 맺었다.
2009-10 시즌, 트루아는 샹피오나 나시오날로 강등되었고, 세미프로 대회를 치렀음에도 불구하고 은사칼라는 리그 6경기에 출전하는데 그쳤다. 구단은 곧바로 2부 리그로 복귀했고, 은사칼라는 올 시즌 개막전인 반과의 경기에 출전했다. 1-0으로 패한 경기에서 그는 풀타임을 소화했다.

### 안데를레흐트
2013년 8월 29일, 은사칼라는 벨기에 프로 리그의 안데를레흐트에 비공개 이적료로 입단하여 3년 계약을 맺었다.

### 알라니아스포르
2017년 7월, 은사칼라는 이전 시즌을 클럽에서 임대로 보낸 후 영구 이적으로 쉬페르리그의 알라니아스포르에 합류했다.

### 베식타시
2020년 8월, 은사칼라는 쉬페르리그의 베식타시에 입단하였다.

## 국가대표팀 경력
2011년 8월 25일, 그는 프랑스 U-17 국가대표팀에 차출되어 라트비아와의 2013년 UEFA 유로 예선 전을 앞두고 에리크 몽바에르에 의해 발탁되었다. 파브리스는 2011년 9월 6일, 포르투갈과의 친선 전(71분경 출전)에 첫 선발 출전을 앞두고 있다.
프랑스에서 태어난 은사칼라는 2010년대 중반 콩고 민주 공화국 국가대표팀을 입단 하기 위해 콩고 민주 공화국 국적을 선택했다. 따라서 콩고 민주 공화국 헌법 제10조에 따르면 "콩고 국적은 하나이며 배타적이다. 그는 다른 사람과 동시에 구금되어서는 안 된다"라고 명시되어 있기 때문에 그는 프랑스 국적을 포기한다.